# Portalhubwagen

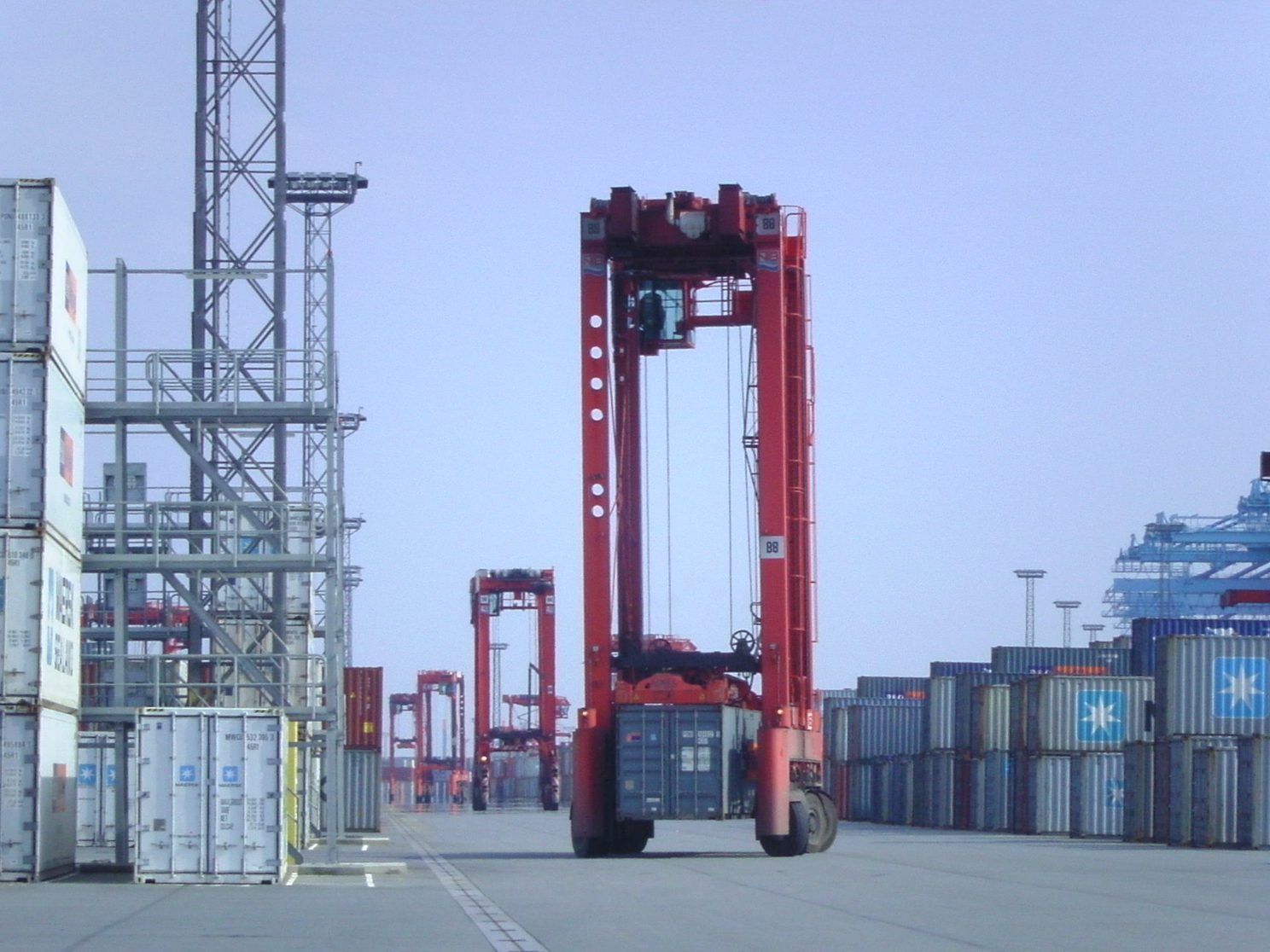
Portalhubwagen mit Container

Portalhubwagen (oder Portalhubstapelwagen oder Portalstapelwagen; englisch van carrier, straddle carrier, gantry lift) sind Flurförderfahrzeuge zum Umschlag von ISO-Containern. Sie werden vornehmlich als Transportfahrzeug auf Containerterminals in Häfen eingesetzt.

## Aufbau und Funktion
Der Portalhubwagen besteht aus einem Rahmengestell und einer dazwischen aufgehängten Hubvorrichtung (Spreader), die mit Hubwinden vertikal bewegt werden kann. Das Rahmengestell ist mit einem Fahrwerk mit meist acht Rädern ausgestattet. Die Führerkabine ist (so vorhanden) oben an einer Stirnseite des Rahmens angeflanscht.
Der Portalhubwagen fährt über einen Container, der auf dem Boden oder auf einem Lkw steht, dann wird der Spreader mit den vier Eckbeschlägen des Containers verriegelt, so dass dieser angehoben werden kann.
Alternative Methode zum Umschlag und Transport von Containern sind Containerbrücken, Reach-Stacker und gummibereifte Portalkräne. Letztere sind im Gegensatz zu Portalhubwagen mehrspurig und überspannen mehrere Containerbreiten.

## Bildergalerie

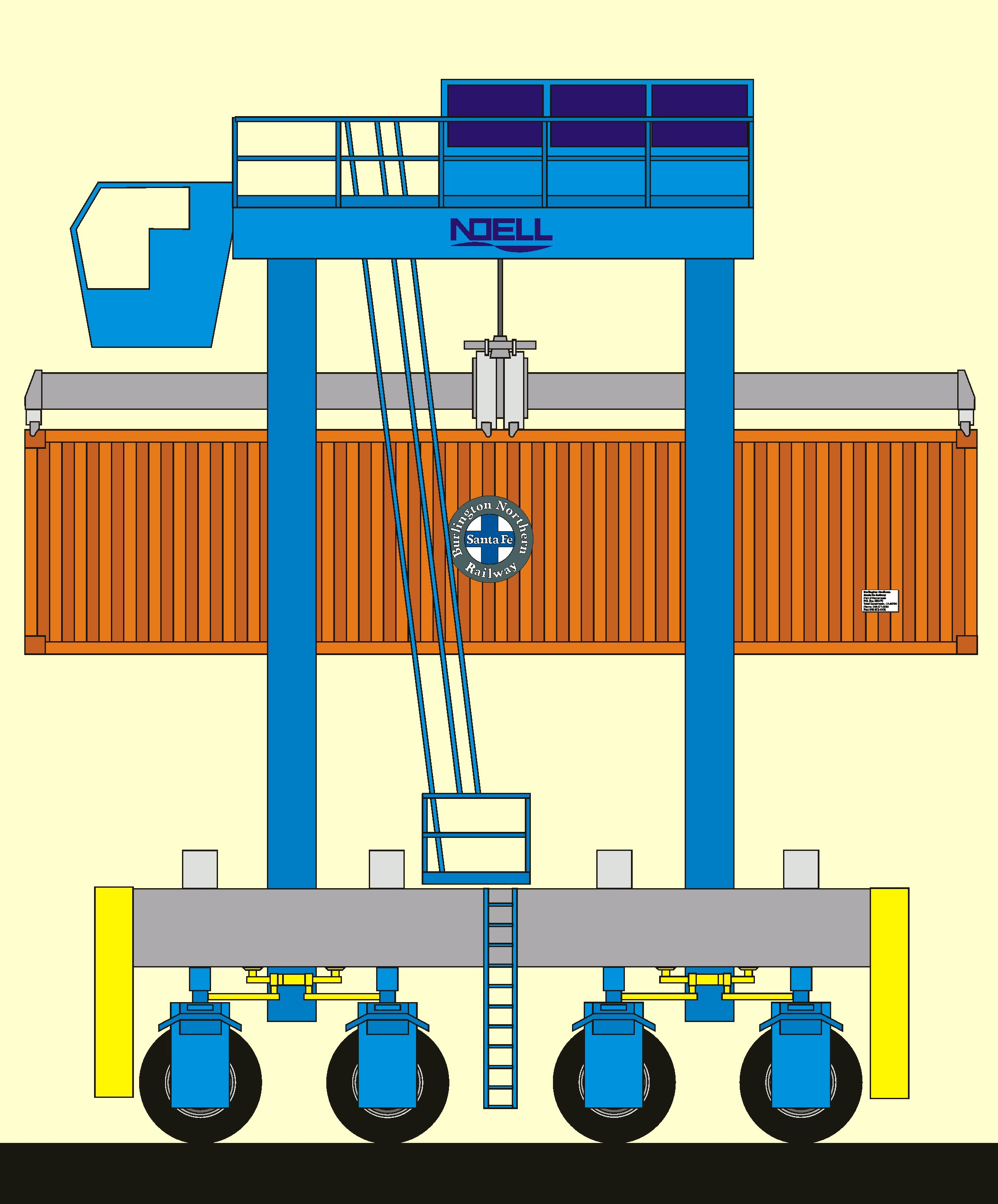
Grafische Darstellung VanCarrier
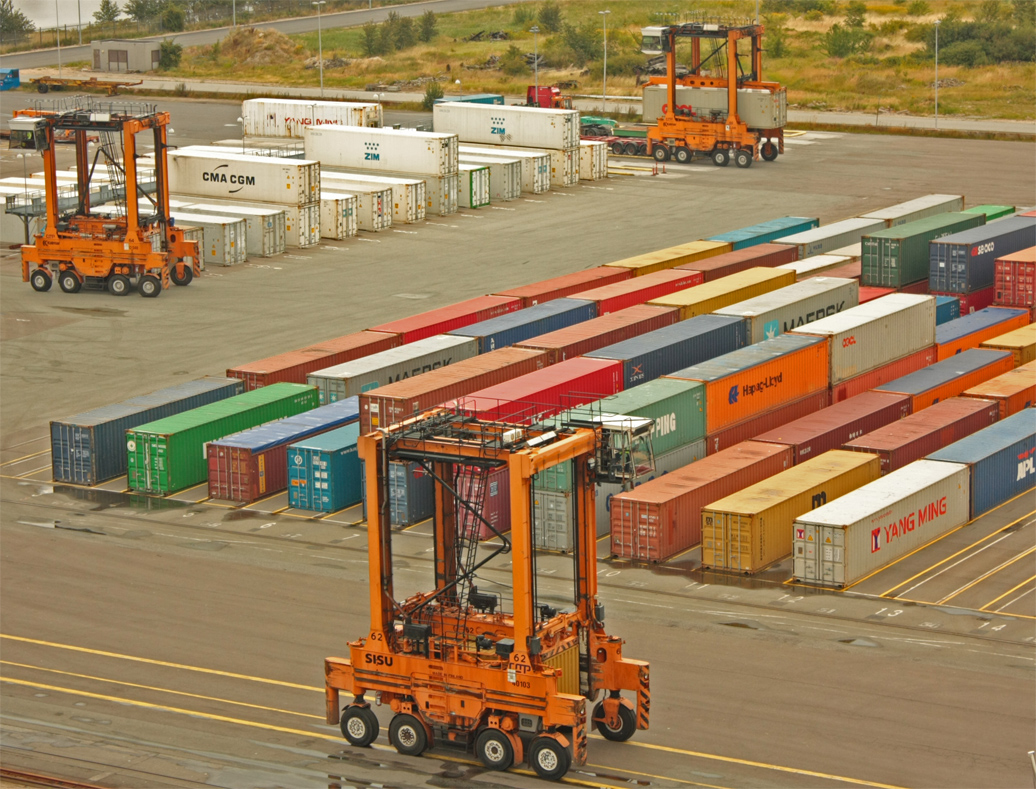
Portalhubwagen im Hafen von Kopenhagen